# 양식 10-K
양식 10-K(Form 10-K)는 미국 증권거래위원회(SEC)에서 회사에 요구하는 연간 보고서로 회사의 재무 성과에 대한 포괄적 요약을 제공한다. 몇몇 기업들은 자사의 연간 보고서를 10-K와 함께 엮기도 하나, SEC에 제출하는 10-K는 주주에게 제공되는 연간 보고서와 구별된다. 10-K에는 회사의 역사, 조직 구조, 이사진에 대한 보수, 자본, 자회사, 감사받은 재무제표 등이 포함된다.
자산이 1,000만 달러 이상이며 2,000명 이상이 그 주식을 보유한 회사는 그 주식의 상장 여부와 관계없이 반드시 연간 보고서와 그밖의 주기 보고서를 SEC에 제출해야 한다. 또한 주주가 회사의 10-K를 요구하는 경우 회사는 반드시 그 사본을 제공해야 한다. 10-K와 그 외의 SEC 제출 서류는 SEC 웹사이트의 EDGAR 데이터베이스에서 검색할 수 있다.
"양식 10-K"의 이름은 1934년 증권거래법 13조와 14(d)조에 따른 연방규정집 지정 양식의 이름에서 유래하였다.